# Remedios Loza

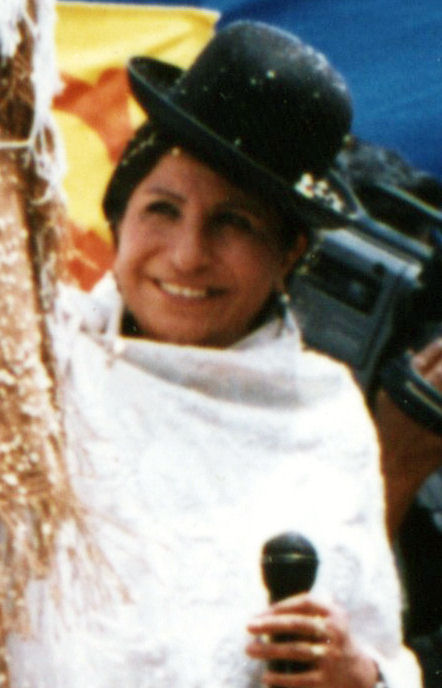

Francisca Remedios Loza Alvarado (21 tháng 8 năm 1949 – 14 tháng 12 năm 2018) là một nghệ nhân, người dẫn chương trình truyền hình và chính trị gia người Bolivia.

## Tiểu sử
Remedios Loza sinh ra ở La Paz vào ngày 21 tháng 8 năm 1949, là con cả trong số mười một anh chị em. Bà đan những tác phẩm nghệ thuật cho Alasitas. Sau khi nghe ngôn ngữ Aymara bản địa của mình trên đài phát thanh lần đầu tiên vào tháng 9 năm 1965, Loza quyết định chuyển sang truyền thông, và sau đó trở thành người dẫn chương trình truyền hình. Khi đang làm việc trong ngành truyền thông, Loza đã gặp Carlos Palenque. Cô trở thành người đầu tiên có nguồn gốc bản địa được ngồi trong Quốc hội Bolivia. Loza là một thành viên của đảng Lương tâm Tổ quốc (CONDEPA) và đại diện cho La Paz từ năm 1989 đến 2002. Cô đã tranh cử chủ tịch CONDEPA hai lần, với tư cách là ứng cử viên phó chủ tịch cho Palenque năm 1993, và là ứng cử viên chủ tịch của đảng năm 1997, sau cái chết của Palenque.
Loza qua đời vì bệnh ung thư dạ dày vào ngày 14 tháng 12 năm 2018, và được vinh danh với một tang lễ nhà nước tại Hội đồng Lập pháp Plurinational vào ngày 17 tháng 12 năm 2018.